# ETCS in Luxemburg

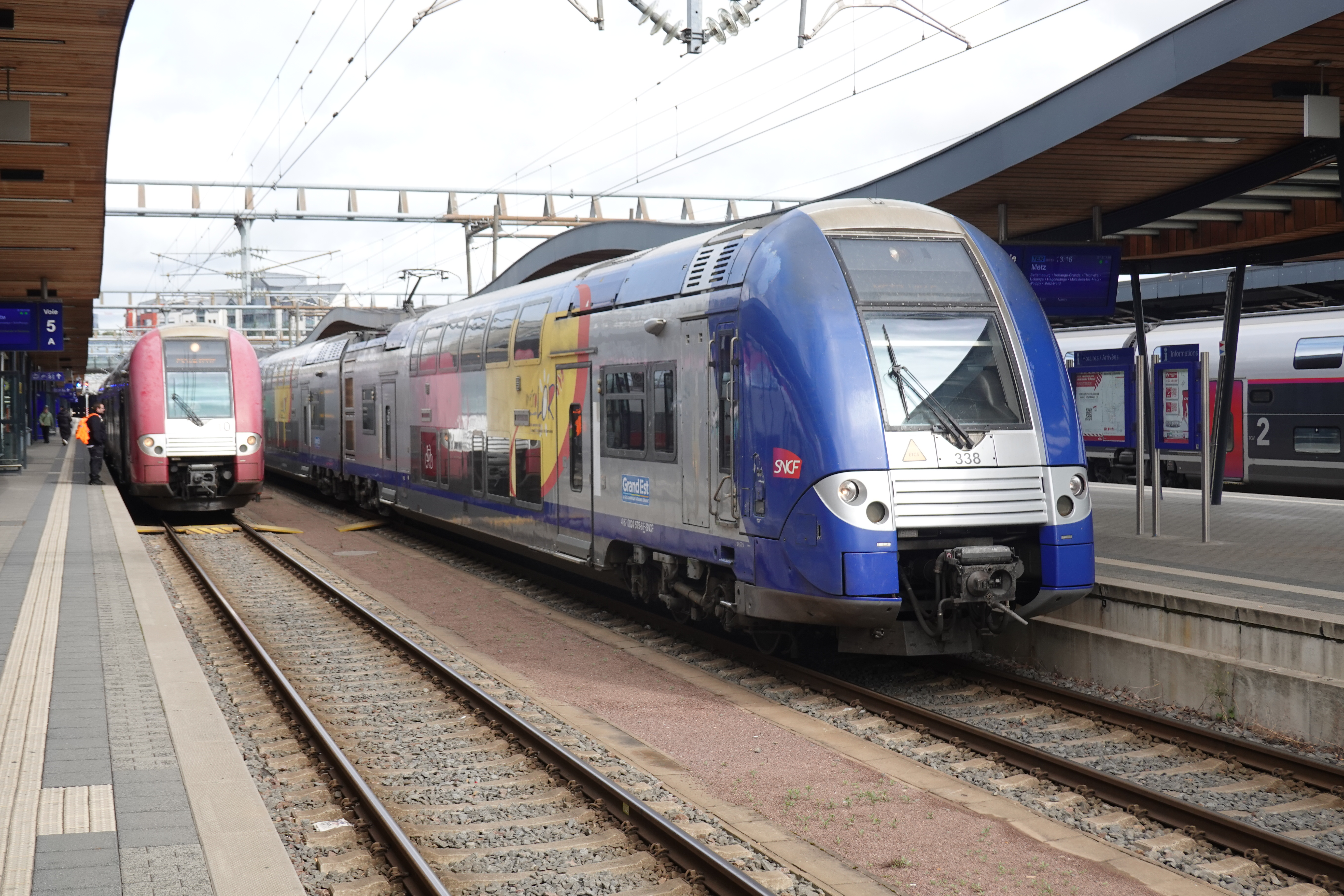
Mit ETCS in Luxemburg betriebene Züge

Der Artikel ETCS in Luxemburg beschreibt die Einführung und Anwendung des europäischen Zugbeeinflussungssystems European Train Control System (ETCS) in Luxemburg. Die luxemburgische Société Nationale des Chemins de Fer Luxembourgeois (CFL) hat sich als erster Netzbetreiber bereits 1999 für die netzweite Einführung von ETCS entschieden. Seit dem 1. Januar 2020 wird der gesamte Schienenverkehr in Luxemburg mit ETCS Level 1 in der ETCS-Betriebsart Full Supervision betrieben.

## Geschichte

### Vorgeschichte

Streckennetz der CFL

Aufgrund der geographischen Lage und der Größe Luxemburgs ist die Interoperabilität im Schienenverkehr für den grenzüberschreitenden Verkehr mit den Nachbarländern Belgien, Deutschland und Frankreich von großer Bedeutung. 1973 führten die CFL das Zugbeeinflussungssystem Crocodile ein, das bereits bei den benachbarten Bahnverwaltungen SNCB und SNCF in Betrieb war und somit den grenzüberschreitenden Verkehr nach Belgien und Frankreich erleichterte. Da jedoch im Laufe der Zeit in den Nachbarländern weitere Zugbeeinflussungssysteme eingeführt wurden (Belgien TBL, Deutschland PZB/LZB und Frankreich KVB/TVM), wurde es für die CFL immer schwieriger, den grenzüberschreitenden Verkehr durchzuführen.
Die CFL prüften daher ab 1990 die Möglichkeiten zur Einführung eines vollwertigen Zugbeeinflussungssystems. Da die Zugbeeinflussungssysteme in den Nachbarländern jeweils bereits fest etabliert waren, hätte jede Entscheidung für ein System zu einer Inkompatibilität mit den beiden anderen Systemen geführt. Die zu dieser Zeit beginnende Entwicklung des einheitlichen, europäischen Zugbeeinflussungs European Train Control Systems wurden von der CFL daher frühzeitig unterstützt.
Luxemburg beschloss 1999 die vollständige Netzausrüstung mit ETCS Level 1. Nach einer Anhörung aller interessierter UNISIG-Firmen im Dezember 1999 wurde je ein Lastenheft für die Infrastruktur und für die Fahrzeuge erstellt.

### Einführung und Inbetriebnahme
Zur Einführung von ETCS wurden europaweite Ausschreibungen auf Basis der erstellten Lastenhefte gestartet. Im Juli 2002 wurde die Umrüstung der Infrastruktur an Alcatel vergeben. Die Umrüstung der Fahrzeuge wurde an Alstom vergeben.
Während der Einführung war eine Doppelausrüstung der Infrastruktur mit dem bestehenden Memor II+ und ETCS Level 1 Full Supervision (FS) vorgesehen. Die Umstellungsarbeiten begannen im Jahr 2003. Bereits Anfang 2004 ging ein 25 km langer Pilotstreckenabschnitt mit ETCS L1 in Betrieb. Die erste von neun Teilstrecken (50 km) ging am 1. März 2005 in den kommerziellen Testbetrieb mit ETCS. Bis zum Jahr 2014 wurde das gesamte Netz mit ETCS ausgerüstet und dafür 33 Millionen Euro aufgewendet.
Im Jahr 2002 begann die Umrüstung von Triebfahrzeugen. Als Vorserie wurden zehn Triebfahrzeuge ausgerüstet.
Die Triebfahrzeug-Baureihen 2000, 2200 und 2300 wurden vollständig ausgerüstet. Im Frühjahr 2016 wird von Problemen der Neuzulassung der Baureihe 2200 für den grenzüberschreitenden Verkehr nach Belgien berichtet. Im Februar 2017 stand die Umrüstung der Baureihe 3000 noch weitgehend aus und von der Baureihe 4000 war nur ein Prototyp umgerüstet. Bis Dezember 2017 wurden alle Triebfahrzeuge der CFL mit ETCS ausgerüstet.
Seit dem 1. Juli 2017 wird die Doppelausrüstung sukzessive außer Betrieb genommen und das Streckennetz im ETCS-Modus befahren.
Ergänzend zu ETCS wurde zum 9. Dezember 2018 landesweit der digitale Zugfunk GSM-R eingeführt und damit alle bisherigen analogen Funksysteme abgelöst.

### Maßnahmen infolge des tödlichen Unfalls vom 14.Februar 2017
Nach dem Eisenbahnunfall vom Düdelingen am 14. Februar 2017, bei dem durch eine Unachtsamkeit eines Triebfahrzeugführers sowie durch einen Ausfall des Zugbeeinflussungssystems Memor II+ der Triebfahrzeugführer ums Leben gekommen war, verfasste die nationale Untersuchungsstelle, die Administration des enquêtes techniques, in ihrem vorläufigen Untersuchungsbericht folgende Empfehlung:

« Recommandation LU-CF-2017-002 : Faire évoluer le plus rapidement possible, l’utilisation sur tout le réseau ferré national, du système d'aide à la conduite Memor II+ vers le système unifié de contrôle-commande ETCS. Fort du constat que le système Memor II+ ne dispose pas de dispositif technique détectant la non-transmission d’une impulsion Memor II+, il s’avère important d’imposer à toutes les entreprises ferroviaires circulant sur le réseau ferré national d’équiper au plus vite tout leur matériel roulant avec le système de sécurité européen ETCS. »

„Empfehlung LU-CF-2017-002 : Den Übergang vom Fahrhilfssystem Memor II+ zum einheitlichen Zugbeeinflussungssystem ETCS so schnell wie möglich vorantreiben. Aufgrund der Erkenntnis, dass das System Memor II+ nicht über eine Einrichtung verfügt, die eine fehlende Übertragung eines Memor II+-Impulses erkennt, erweist es sich als wichtig, allen auf dem nationalen Schienennetz verkehrenden Eisenbahnunternehmen die schnellstmögliche Ausrüstung ihrer Fahrzeuge mit der europäischen Zugbeeinflussung ETCS vorzuschreiben.“

Aufgrund dieser Empfehlung entschied die nationale Sicherheitsbehörde Luxemburgs, die Administration des Chemins de Fer, die Nutzung des Systems Memor II+ nur bis zum 31. Dezember 2019 zu erlauben. Dementsprechend wurde die beschleunigte Nutzung der ETCS-Einführung in Luxemburg eingeleitet. Die benachbarten Bahngesellschaften SNCF und SNCB werden aufgefordert, die Umstellung in Richtung ETCS zu beschleunigen und das grenzüberschreitend eingesetzte Rollmaterial entsprechend umzurüsten.

### Nach der Inbetriebnahme
2018 verkehrten im Netz der CFL täglich rund 800 Zugfahrten unter ETCS.
Nach Auslauf einer Sondergenehmigung ist seit dem 1. Januar 2020 die generelle Nutzung des Systems ETCS vorgeschrieben.

### Weiterentwicklung

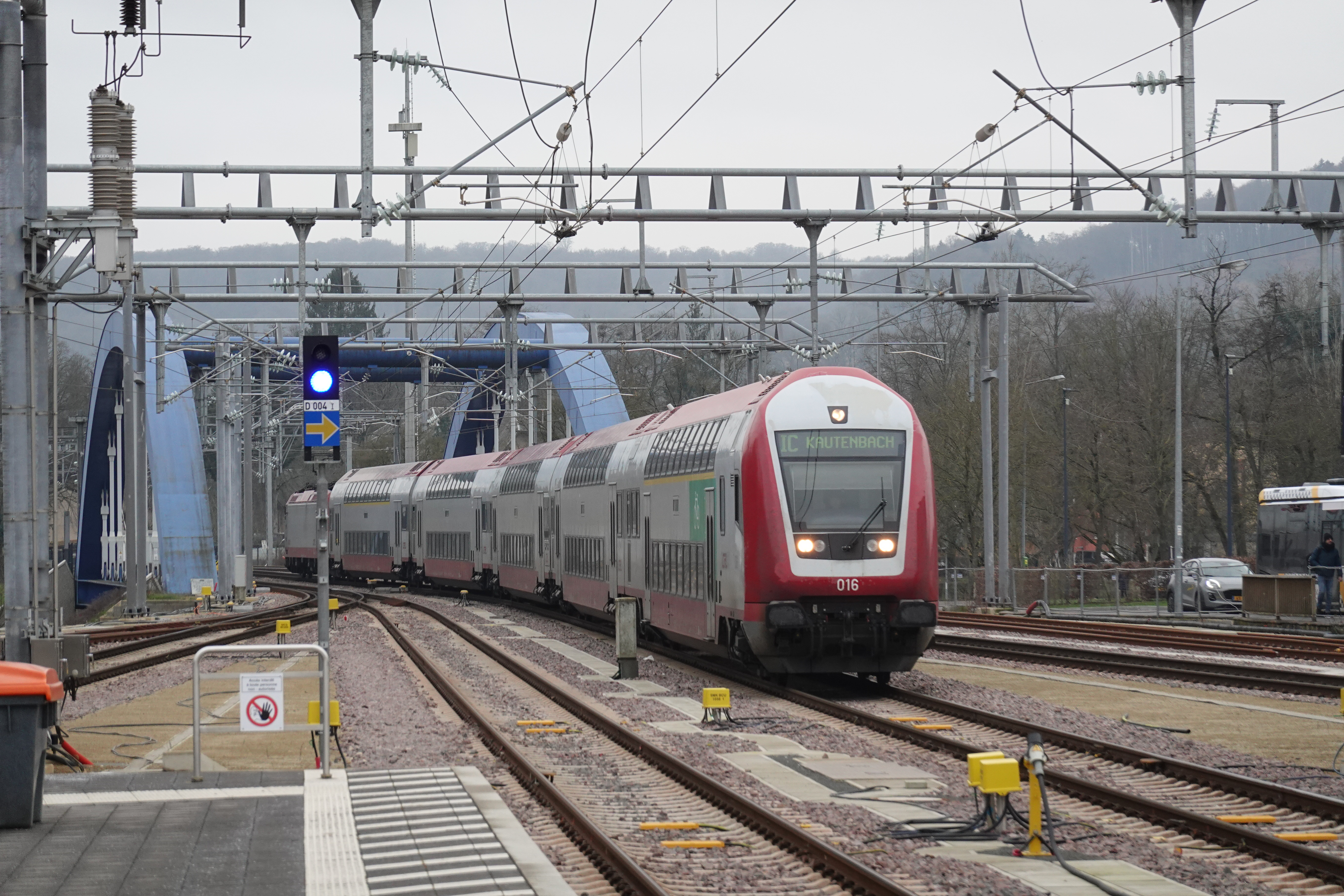
Vereinfachtes Lichtsignal mit ETCS-Halttafel

Die im Rahmen der ETCS-Erstausrüstung installierte Streckenausrüstung wurde von der CFL als Migrationsschritt geplant, um die bestehenden Stellwerke mit ETCS ausrüsten zu können. Nach Abschluss der ETCS-Einführung bietet es sich im Rahmen von Stellwerkserneuerungen an, ETCS und Stellwerke zu einem integrierten System zusammenzuführen. Im Gegensatz zu anderen Eisenbahnen setzt die CFL nicht auf ein ETCS Level 2-System, sondern plant den Weiterbetrieb von ETCS Level 1. Hintergrund dieser Entscheidung ist der Wunsch der CFL, den Zugfunk GSM-R nicht für die Zugsicherung zu nutzen und nicht vollständig auf Außensignale als Rückfallebene zu verzichten.
Im Jahr 2018 wurden Arbeiten für eine Weiterentwicklung des ETCS Level 1 Full Supervision (sogenanntes L1 FS plus) in Luxemburg bekannt. An Digitale Stellwerke mit EULYNX-Schnittstellen angeschlossene Transparentdatenbalisen sollen eine bidirektionale Informationsübertragung ermöglichen und im Resultat eine ähnliche Leistungsfähigkeit wie mit ETCS Level 2 erreicht werden. Dabei soll für die Übertragung sicherheitskritischer Informationen auf GSM-R verzichtet und als Fallbackoption eine vereinfachte Lichtsignalisierung angewendet werden.
Ende August 2022 wurde auf der Strecke Bahnstrecke Luxemburg–Spa der Betrieb mit L1 FS plus mit elektronischen Stellwerken vom Typ ZSB 2000 aufgenommen.

## Technische Merkmale
Das luxemburgische Streckennetz ist mit einem optischen Signalsystem ausgestattet, das aus Hauptsignalen, die z. B. Blockstrecken oder Gefahrenstellen sichern, und Vorsignalen, die die Befehle der Hauptsignale im Bremswegabstand ankündigen, besteht. Die Haupt- und Vorsignale werden durch verschiedene Zusatzsignale ergänzt, beispielsweise durch Geschwindigkeits(vor-)anzeiger oder Gleiswechselanzeiger. Rangierfahrten werden durch Gleissperrsignale gesichert.
Mit der Einführung von ETCS wurden an den Strecken Eurobalisengruppen, bestehend aus Festdatenbalisen und schaltbaren Balisen, installiert. Die schaltbaren Balisen werden durch sogenannte Lineside Electronic Units angesteuert, die über eine Strommessung im Signalstromkreis eines Lichtsignals den aktuell angezeigten Signalbegriff erfassen und in Abhängigkeit davon ein bestimmtes Telegramm in die schaltbaren Balisen laden.
Durch die Verwendung der ETCS-Betriebsart Full Supervision müssen die Triebfahrzeugführer im Regelbetrieb die Außensignale nicht beachten, da eine Führerraumsignalisierung vorhanden ist. Die streckenseitige Ausrüstung entspricht der Baseline 2 mit SRS 2.3.0d.